# Isidore Odorico
Pour les articles homonymes, voir Odorico.
Isidore Odorico, né le 30 octobre 1893 à Rennes (Ille-et-Vilaine) et mort le 27 février 1945 dans cette même ville, est un mosaïste français issu d'une dynastie d'artisans italiens installés à Rennes. Reprenant la succession de son père, il réalise un très grand nombre de décorations en mosaïque, essentiellement dans l'Ouest de la France.

## Une dynastie de mosaïstes

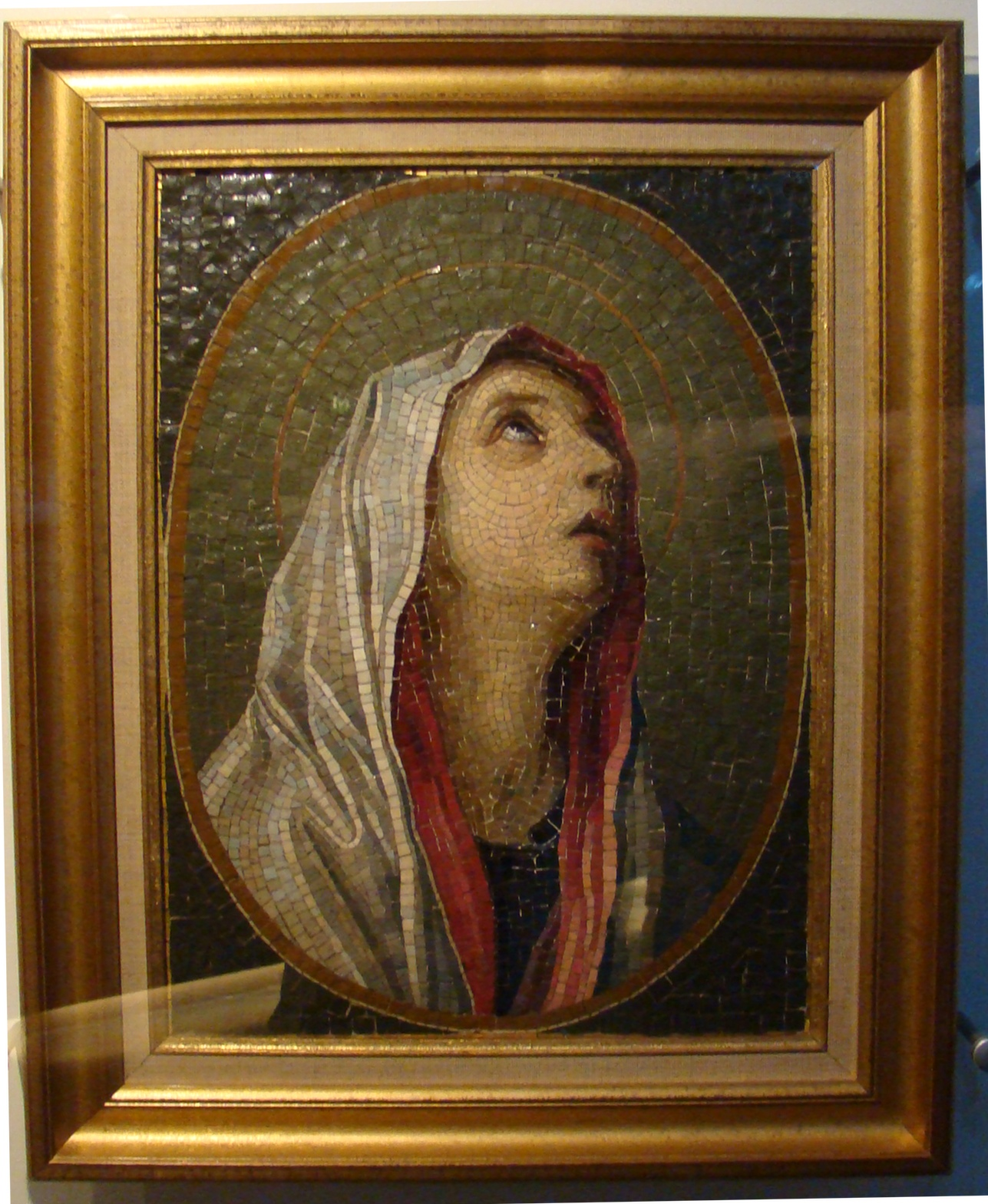
Isidore Odorico père (1842-1912) Vierge (vers 1897), smaltes vénitiens (pâte de verre), localisation inconnue.

Le père d'Isidore Odorico, également nommé Isidore Odorico (1842-1912) et son oncle Vincent Odorico (1845-1909) viennent de Sequals, dans la province italienne de Pordenone (Frioul). Ils participent au chantier de l'Opéra Garnier à Paris sous la direction du mosaïste italien réputé Giandomenico Facchina (1826-1904). Ils s'installent ensuite en famille à Tours en 1881. En 1882, les frères s'associent pour fonder leur propre entreprise à Rennes.
Dans une région n'ayant aucune tradition de mosaïque, ils importent une technique venue de leur province d'origine. Le coût de fabrication est réduit grâce à la technique de la pose par inversion, d'abord utilisée à l'Opéra Garnier et inspirée par les procédés de restauration des mosaïques antiques (Mora à Arles). Il l'est également par l'invention des « émaux dimensionnés » par émaux de Briare qui permet de gagner du temps sur les coupes de tesselles.
Très bons artisans, ils répondent éventuellement à des commandes passées par des architectes pour les diocèses d'Ille-et-Vilaine et des Côtes-du-Nord (actuel Côtes-d'Armor), dans la lignée des grands décors des basiliques mariales de la fin du XIXe siècle : Notre-Dame de la Garde à Marseille, Fourvière à Lyon, etc. Leur production courante est faite de décors au sol, principalement en marbre, pour des entrées d'immeubles ou des boutiques.

## L'artiste

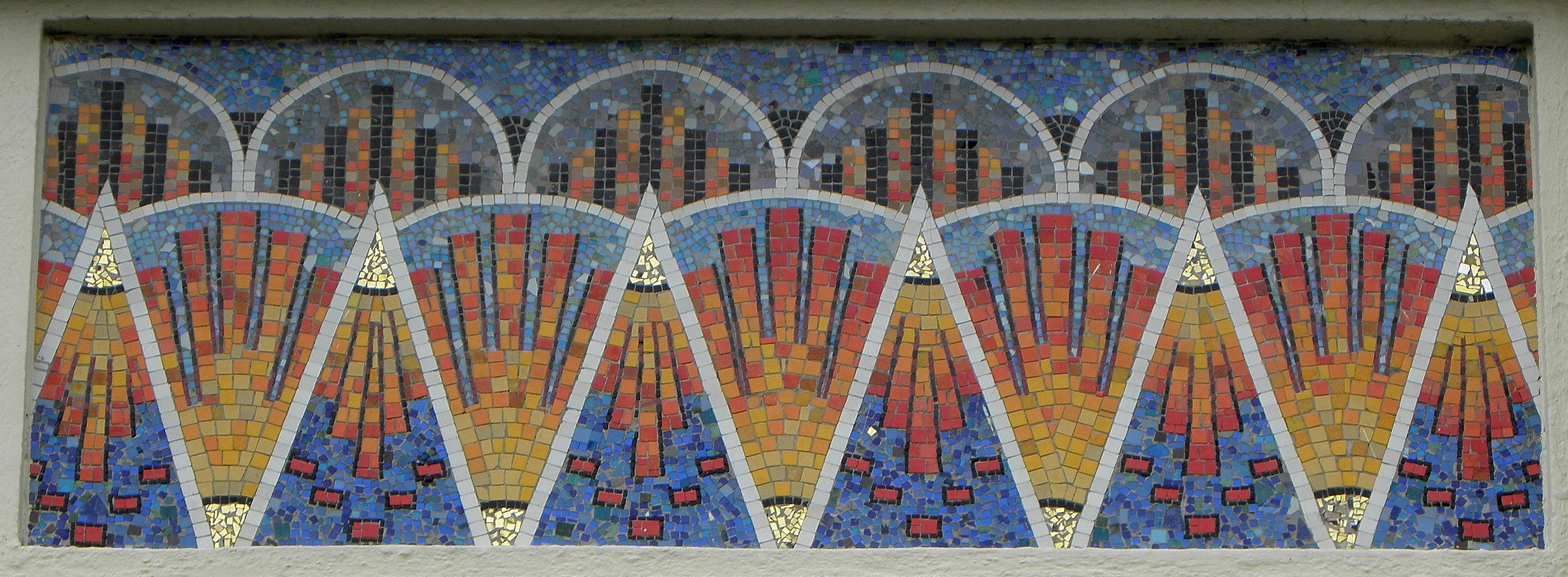
Mosaïque d'Isidore Odorico située usine Morel et Gâté à Fougères.

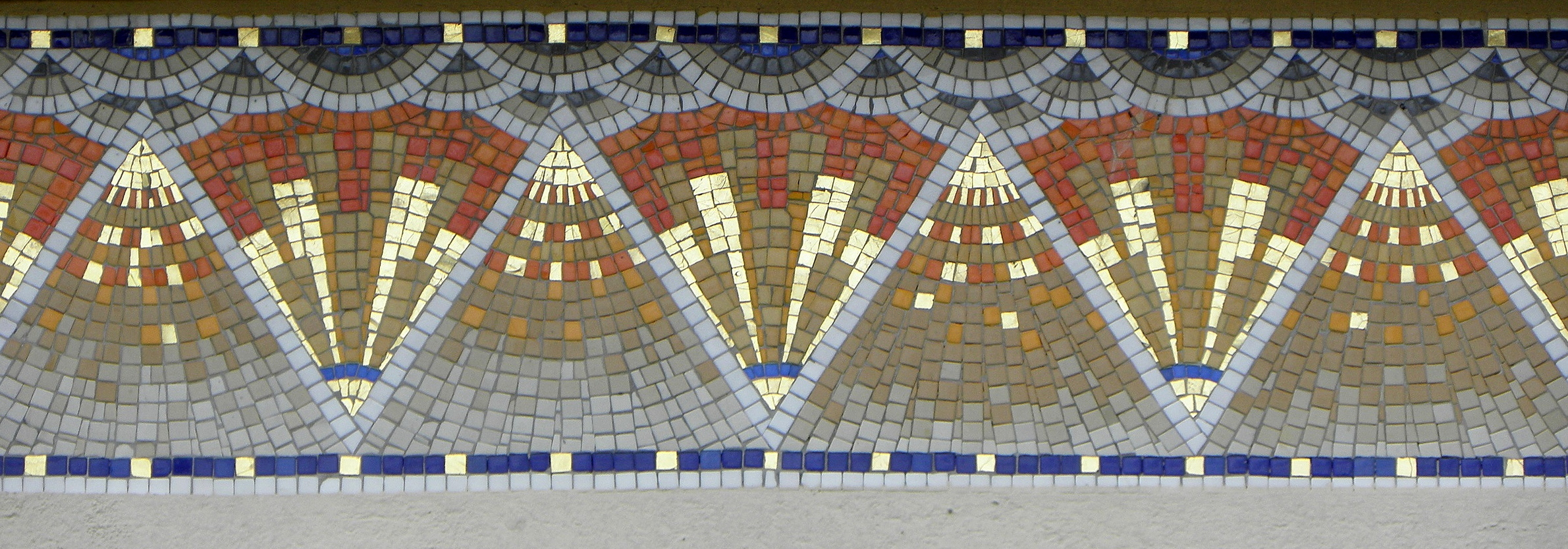
Mosaïque d'Isidore Odorico située usine Morel et Gâté à Fougères.

De 1908 à 1913, Isidore Odorico suit les cours de l'école régionale des beaux-arts de Rennes. Il reprend l'entreprise familiale après la Première Guerre mondiale et la développe considérablement dans l'entre-deux-guerres. En 1922, il épouse Marcelle Favret, fille du mosaïste Pietro Favret. Dès lors il collabore à de nombreux chantiers avec son beau-père. Il crée des motifs inspirés par le style Art déco, alors en vogue.
Isidore Odorico collabore avec différents architectes travaillant dans le Grand Ouest : Jean de La Morinerie (Le Petit Carhuel à Étables-sur-Mer), Emmanuel Le Ray (crèches pour la Ville de Rennes, palais du commerce), Pierre-Jack Laloy (postes de Saint-Lunaire, Tréguier, Rennes-République, etc.), Hyacinthe Perrin (église Sainte-Thérèse à Rennes), Roger Jusserand (la Maison bleue à Angers), Georges Robert Lefort (grand séminaire de Saint-Brieuc), Léon Guinebretière (Bains-douches de Laval à Laval).

Dans l'entre-deux-guerres (1918-1939), Rennes devient un des grands centres de production de mosaïque de France : on recense des œuvres de l'atelier Odorico dans 122 villes du Grand Ouest.

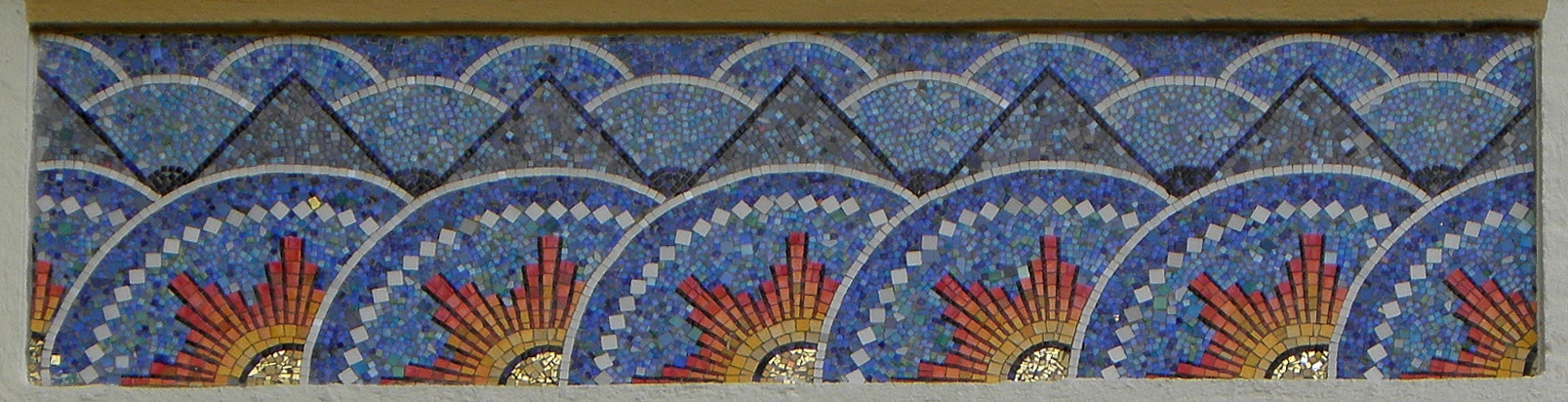
Mosaïque d'Isidore Odorico située usine Morel et Gâté à Fougères.

## Le footballeur

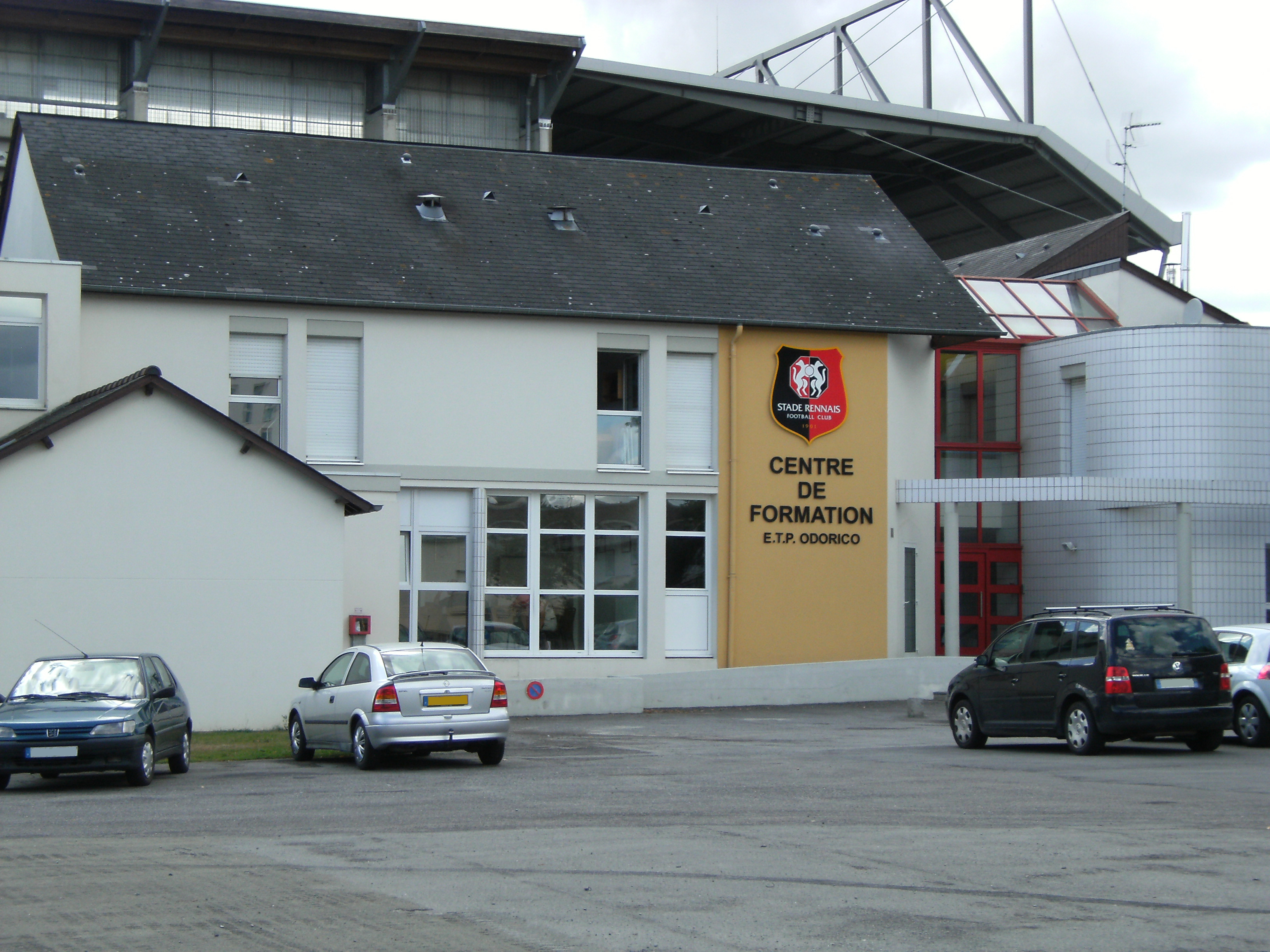
L'école technique privée Odorico à Rennes située près du Roazhon Park.

Passionné de football, Isidore Odorico s'implique naturellement dans le club principal de sa ville natale, le Stade rennais Football Club. Il y entre comme joueur, d'abord entre 1912 et 1914, puis entre 1918 et 1925. Devenu dirigeant, il devient le président du club en 1931. En poste jusqu'au 12 juillet 1938, il marque durablement l'histoire du Stade rennais FC, contribuant sur le plan national à la mise en place du premier championnat de France professionnel en 1932.
Son nom a été donné à la structure scolaire qui soutient le centre de formation du Stade rennais FC : l'école technique privée Odorico, située route de Lorient, à côté du Roazhon Park, stade utilisé par l'équipe première.
Le maillot domicile du Stade rennais FC pour la saison 2020-2021 est un hommage à Isidore Odorico puisque ce dernier s'inspire de son style artistique, celui de la mosaïque. Le maillot est porté pour la première fois le 16 juillet 2020 à l'occasion d'un match amical contre La Berrichonne de Châteauroux,.

## Principales réalisations
- 1923 : Monument aux morts Odorico dans le cimetière de Cesson-Sévigné (Ille-et-Vilaine)[8],[9]
- 1923-1926 : bassins de la piscine et des bains publics Saint-Georges à Rennes (Ille-et-Vilaine)[10].
- 1924-1928 : intérieur de la chapelle du Grand séminaire de Saint-Brieuc (Côtes-d'Armor).
- 1925 : intérieurs et extérieurs de la Villa « Le Petit Carihuel » à Étables-sur-Mer (Côtes-d'Armor)[11].
- 1925 vers : mosaïques dans les sous-sols de l'ancien Hôtel-Dieu de Rennes : ensemble des galeries, douches, salles de bains, bains sulfureux, blocs opératoires[12],[13].
- 1925 : mosaïques dans la maison de François Château, Avenue du Sergent-Maginot à Rennes[14],[15].
- 1926 : intérieurs des Bains-douches de Laval : Restaurés en 2017.

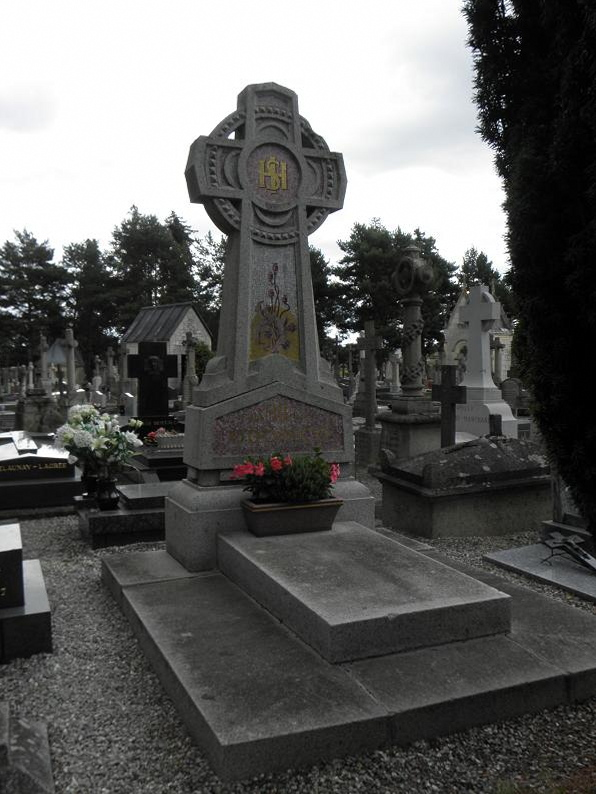
La tombe de la famille Odorico située au cimetière du Nord à Rennes dans le quartier Saint-Martin.

- La tombe de la famille Odorico située au cimetière du Nord à Rennes dans le quartier Saint-Martin.1926-1927 : décors de façade de l'usine Morel et Gaté à Fougères (Ille-et-Vilaine).
- 1927 : façades et intérieurs de la Maison bleue à Angers (Maine-et-Loire).
- 1928 : salons de l'actuel hôtel d'Anjou à Angers.
- 1928 : piscine du Balnéum de Dinard (Ille-et-Vilaine) (détruit).
- 1930 (vers) : façade de l'ancienne pâtisserie Gilbert, rue du Chapitre à Saint-Brieuc.
- 1930 (vers) : Mosaïques intérieures (sol) de l'Armoric Hôtel à Trégastel[16].
- 1930 : piscine du Château de Marson à Rou-Marson (Maine-et-Loire)[17], [18].
- 1931 : façades de l'immeuble Poirier, 7 avenue Janvier à Rennes (restauré en 2016/2017)[19].
- 1931-1932 : enseigne "Perrier-Baron" sur le fronton de l'entreprise familiale de vente de fruits et légumes à La Guerche-de-Bretagne (Ille-et-Vilaine).
- 1931 : mosaïque au sol, dans l'entrée de l'ancien hôtel de Farcy, au 11 quai Lammenais (anciennement quai de Nemours), à Rennes[20].
- 1932 : vestibule de l'hôtel de ville de Perros-Guirec (Côtes-d'Armor).
- 1932 : intérieurs de la Cité universitaire, Maison des Étudiantes, rue de Fougères à Rennes[21],[Note 1].
- 1933 : intérieurs de l'église Sainte-Thérèse de Rennes.
- 1934 : lambris et frise de la crèche Papu à Rennes.
- 1935 : intérieurs de la Cité universitaire, Maison des Étudiants, 94 boulevard de Sévigné à Rennes[22].
- 1935 : intérieurs de la poste de Tréguier (Côtes-d'Armor).
- 1935 : intérieurs de la poste de Cancale (Ille-et-Vilaine).
- 1938 : sols et escalier de la Compagnie française d'aviation à Angers[23].
- 1939-1940 : façade et décors intérieurs de la maison d'Isidore Odorico, 7 rue Joseph Sauveur à Rennes[24],[Note 2].
- date ? (après 1927) : hôtel Jersey de Saint-Malo[25].

Quelques réalisations d'Isidore Odorico en Ille-et-Vilaine
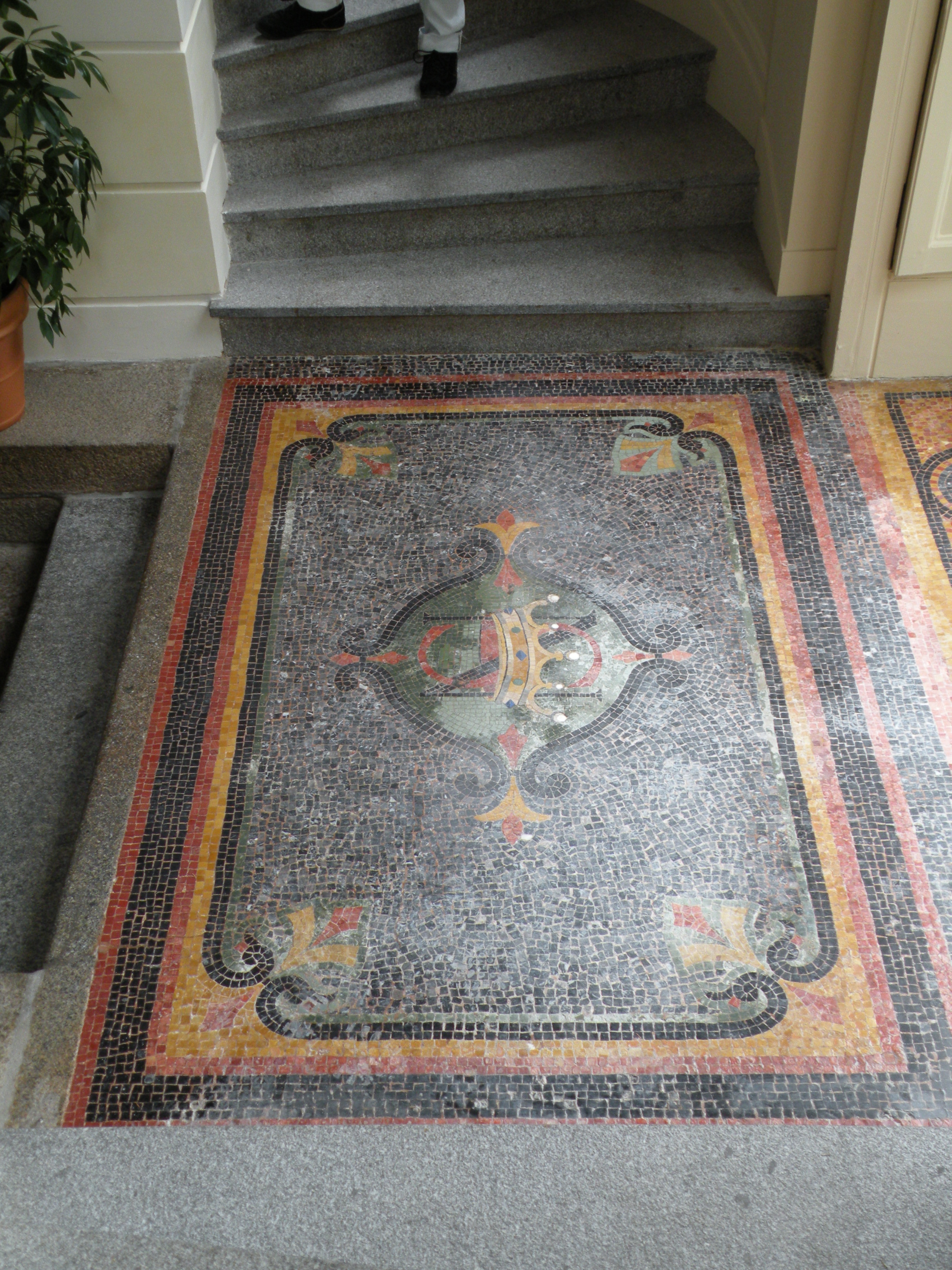
Hôtel de Courcy à Rennes (actuellement Conseil régional de Bretagne).
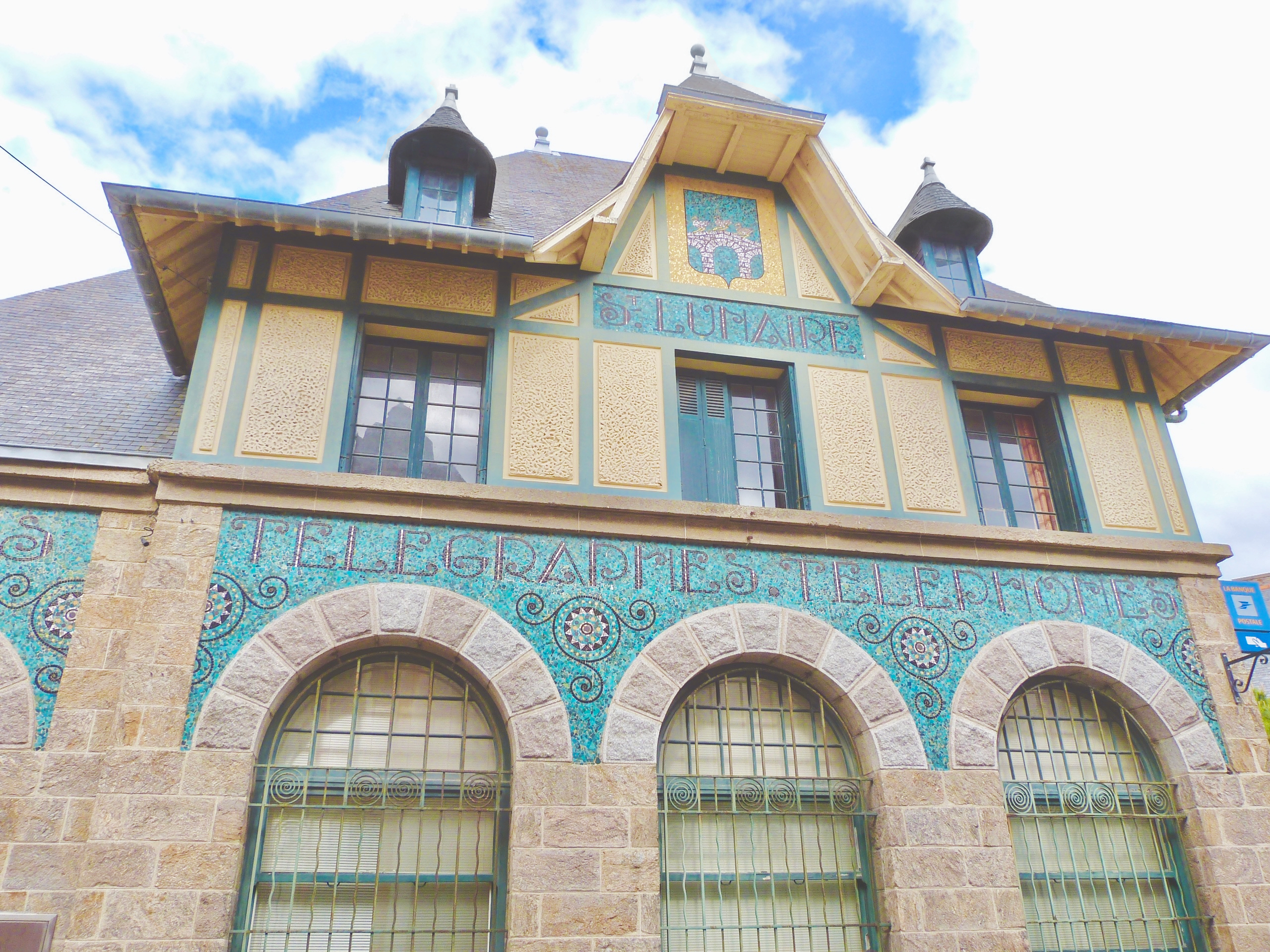
La façade du bureau de Poste de Saint-Lunaire.
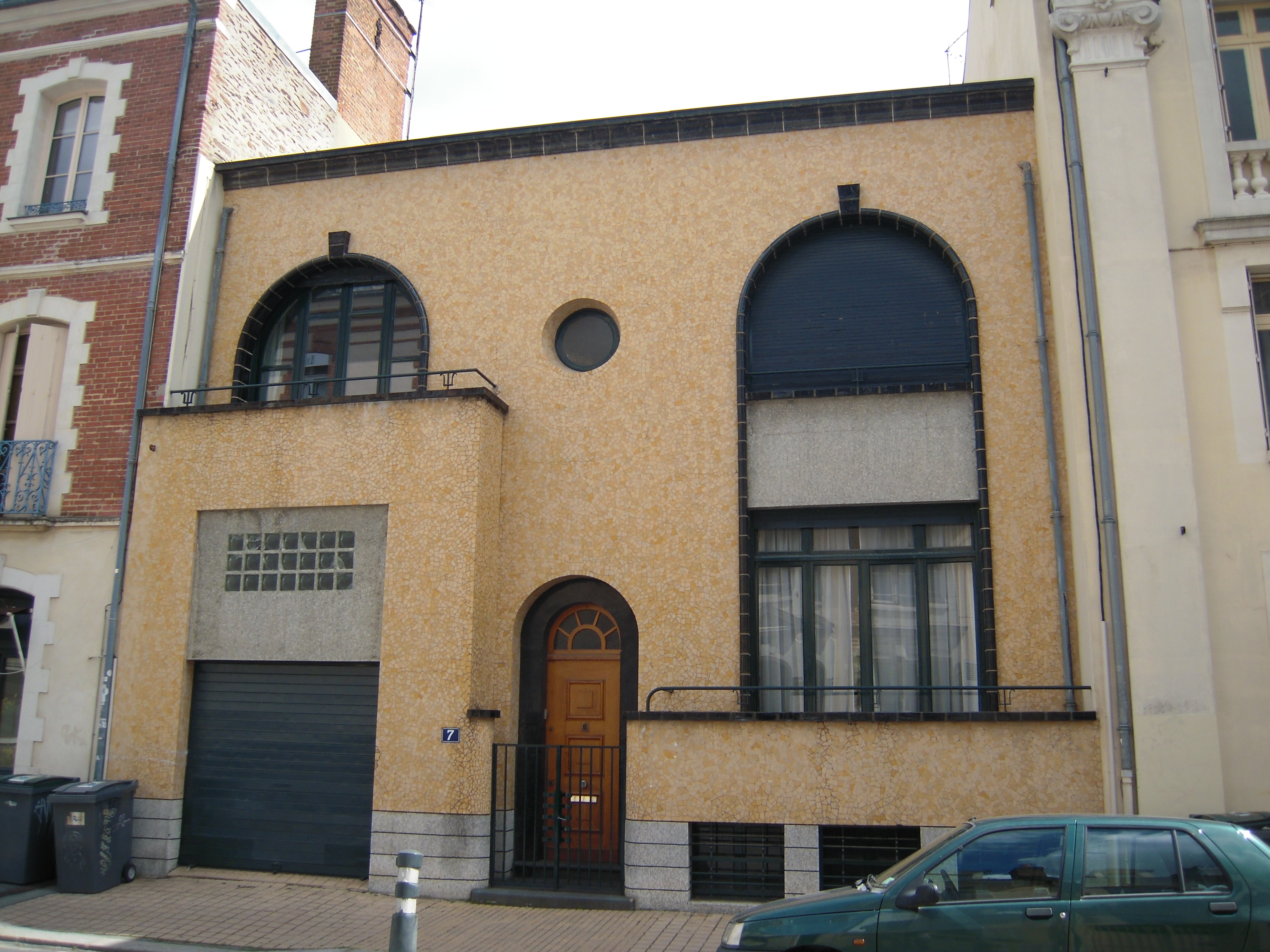
Ancienne résidence d'Isidore Odorico au no 7 rue Joseph Sauveur à Rennes[26].
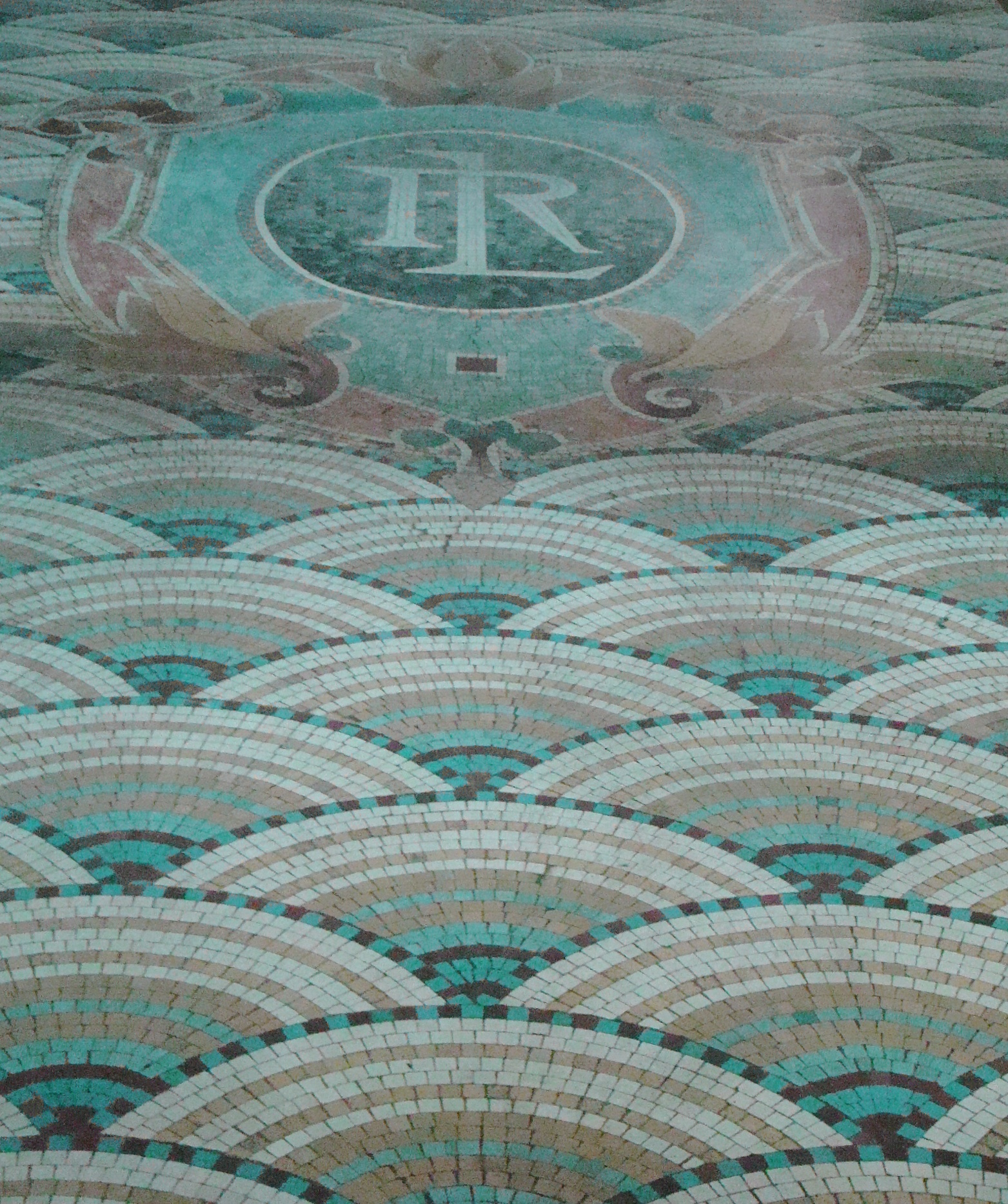
Immeuble 11 quai Lamennais à Rennes.
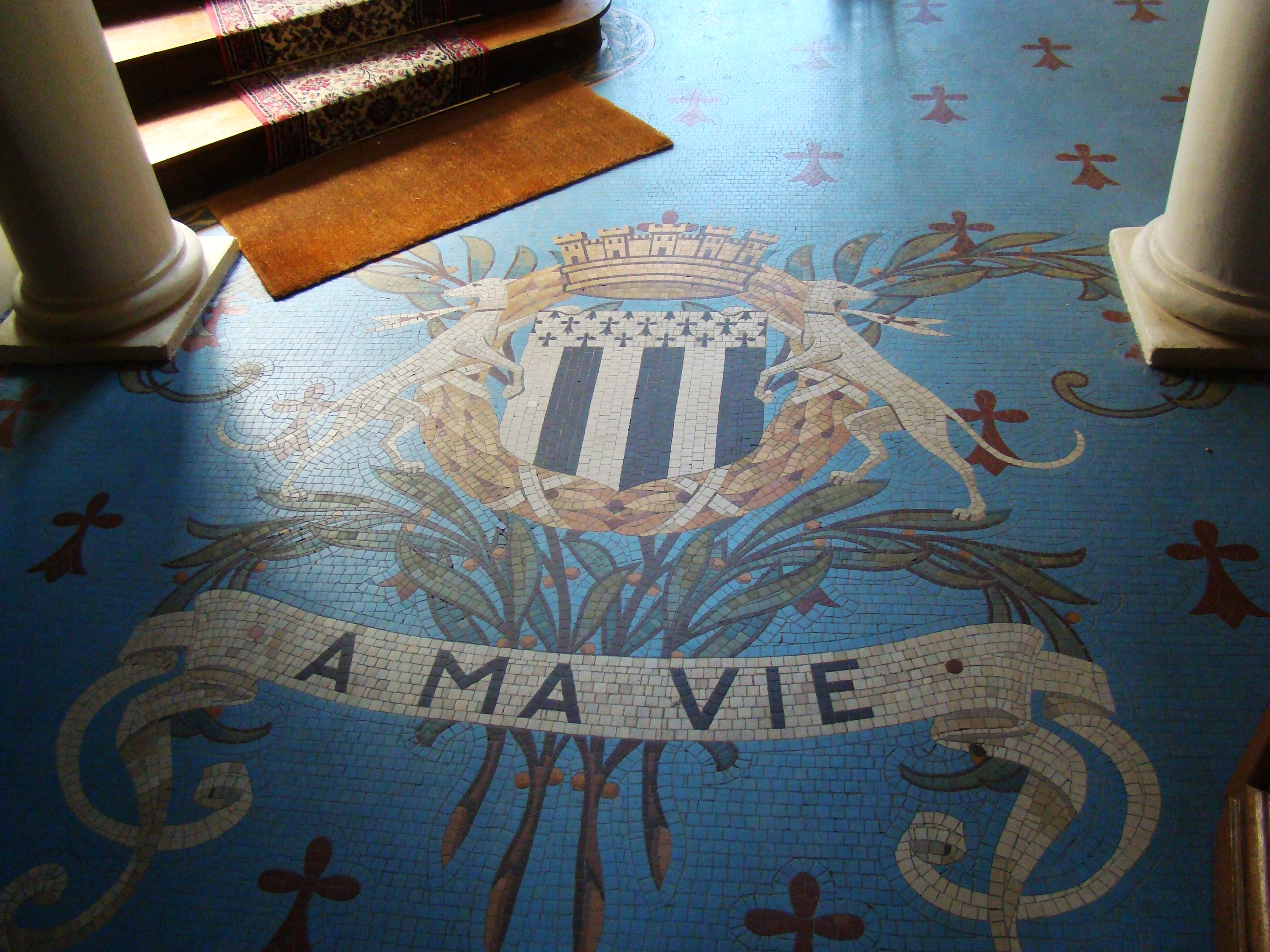
Immeuble 11 quai Lammenais, ancienne devise de la ville de Rennes : « À ma vie ».
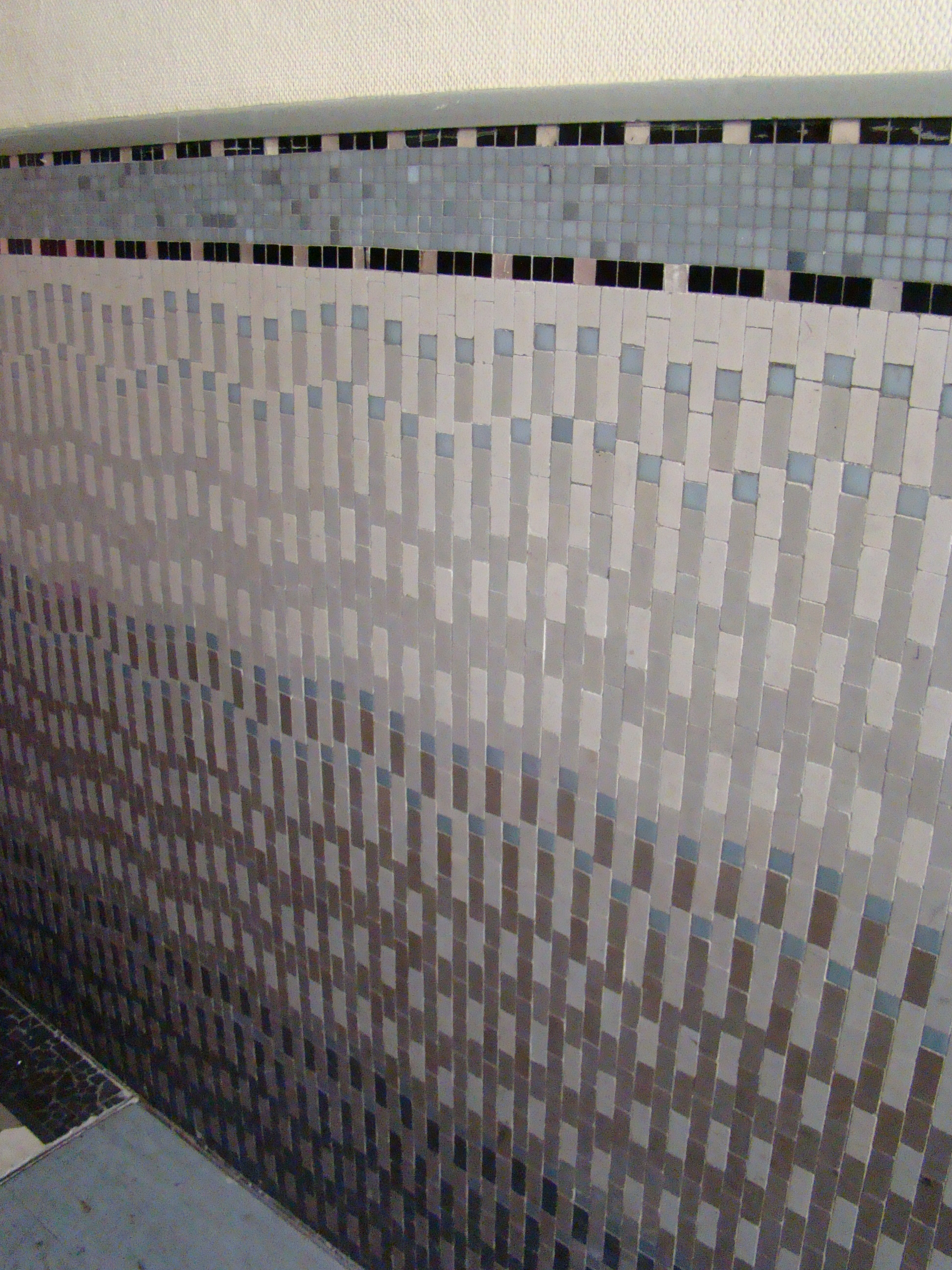
Immeuble 10 rue Dupont des Loges à Rennes.

Quelques réalisations d'Isidore Odorico en Maine-et-Loire
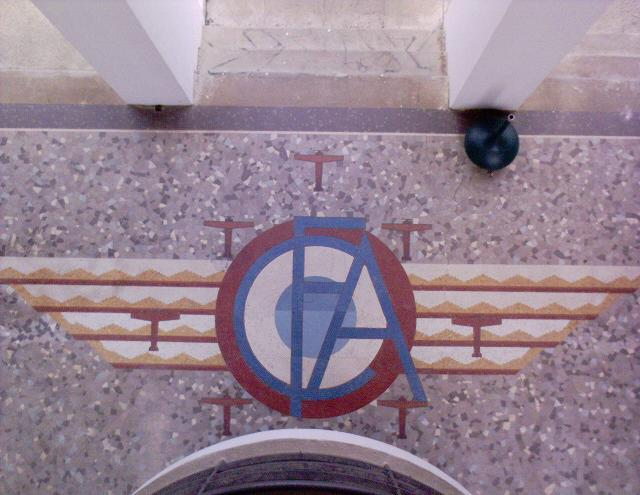
Entrée de la Compagnie française d'aviation à Angers (actuellement Maison de l'architecture du Maine-et-Loire).
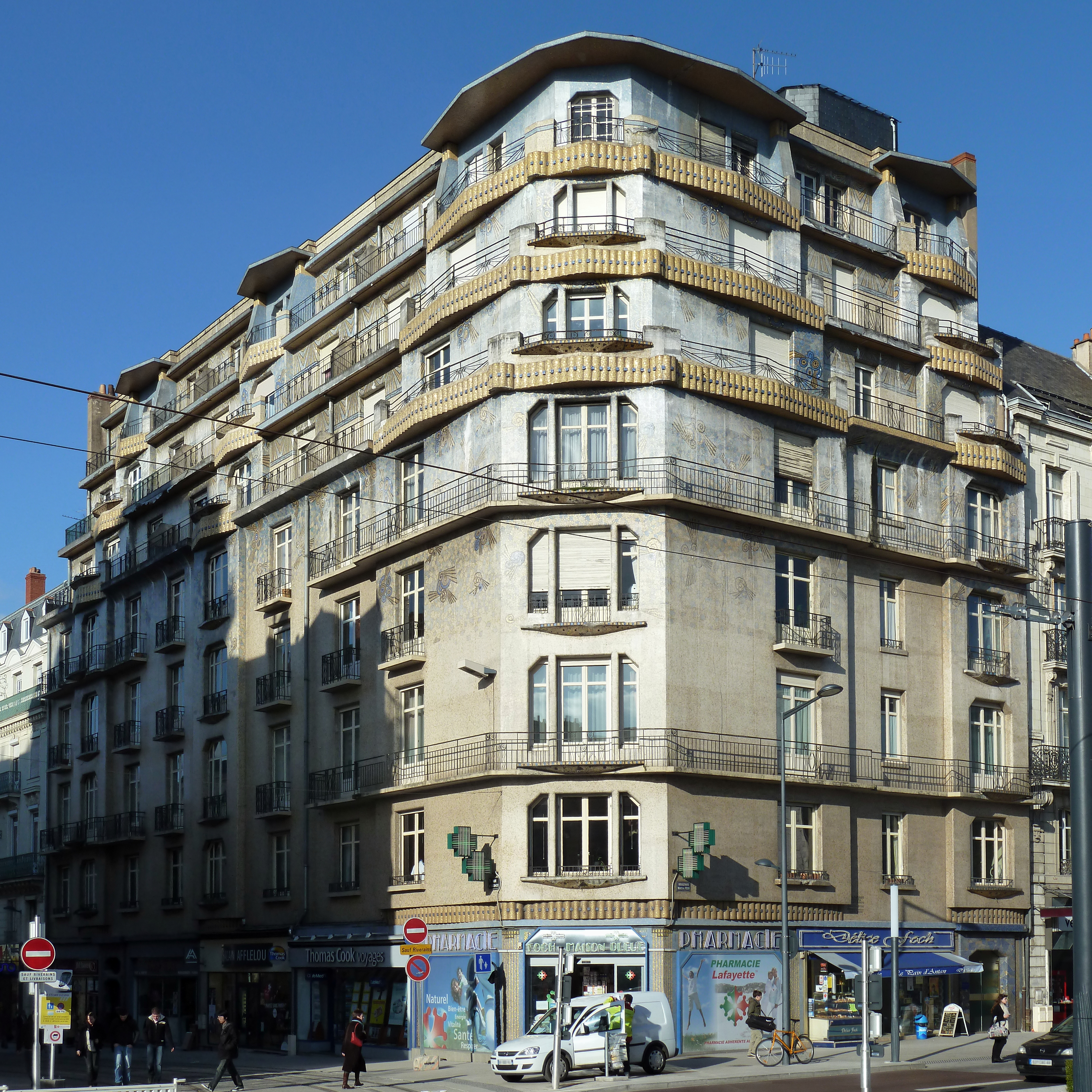
La Maison bleue à Angers.
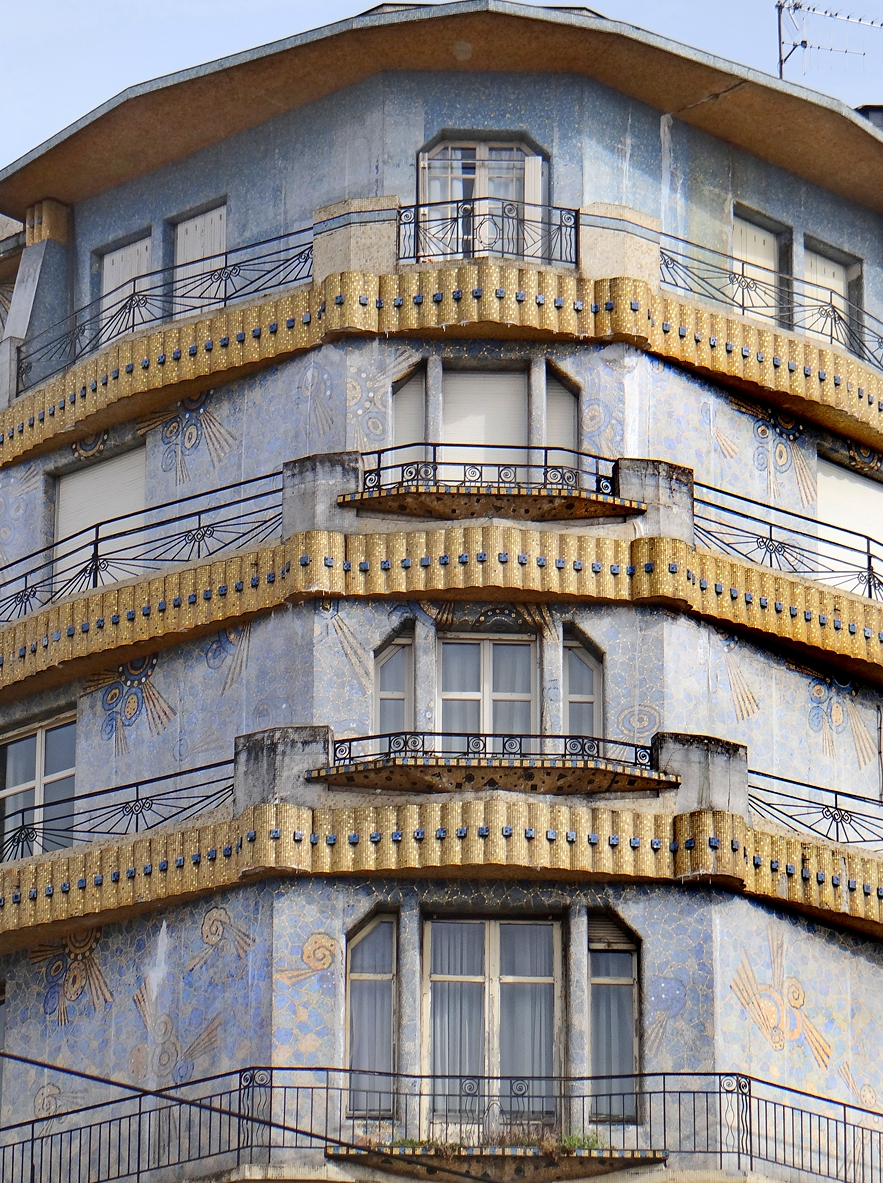
La Maison bleue à Angers.
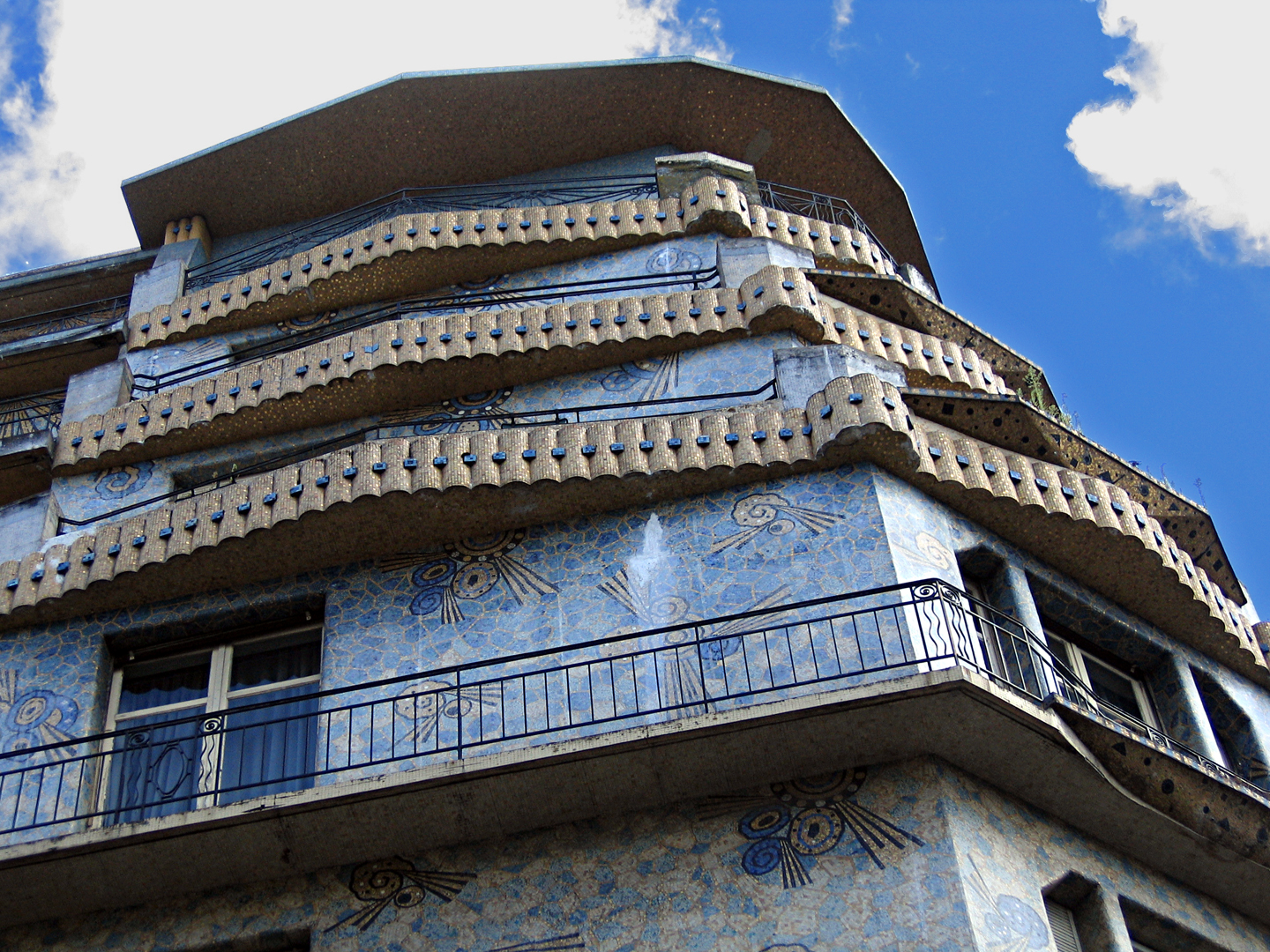
La Maison bleue à Angers.
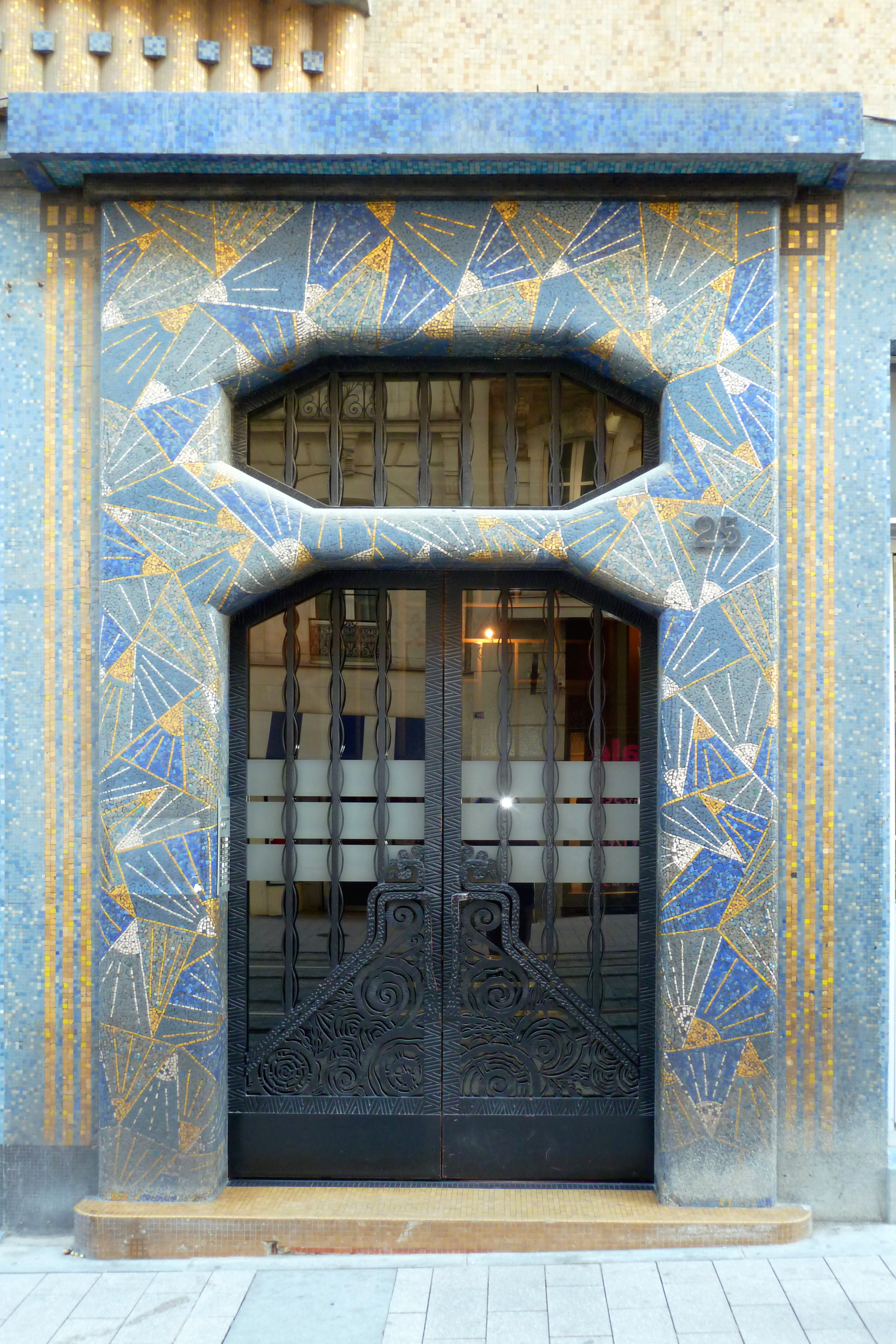
Porte d'entrée de la Maison bleue à Angers.

## Hommage
L'office de tourisme de Rennes organise un parcours dans la ville pour découvrir les mosaïques d'Odorico.
La station de métro Gros-Chêne de Rennes possède des mosaïques bleues qui, outre le rappel aux mosaïques de l'immeuble voisin de la station, est un clin d'œil au travail d'Odorico.

### Odonymie
Il existe une rue Isidore Odorico à Angers et à Iffendic.

### Expositions
En 1979, le fonds de dessins de l'entreprise Odorico rejoint les collections du musée de Bretagne. Il y fait l'objet d'une exposition en 2009, et cette exposition est prêtée hors de Rennes, à Pontivy, Lesneven, Saint-Briac etc.
Du 28 juin 2023 au 6 janvier 2024 une exposition a lieu au Repaire Urbain, à Angers.
Du 28 février au 02 mars 2025, quatre-vingtième anniversaire de la mort d'Isidore Odorico fils, une exposition est organisée au couvent des Jacobins à Rennes.

### Filmographie
- Odorico Mosaïste, 1992, réalisé par Frédérique Mathieu, 26 min, coproduction Union Régionale des CAUE Pays-de-Loire, France 3 Ouest.
- Sur les traces d'Isidore Odorico, 1995, réalisé par Marie-Laurence et Franck Delaunay, 26 min, Coproduction Candela Productions, TV 10 Angers, TV Rennes, Canal 8 Le Mans, Région Bretagne.
- Des racines et des ailes, reportage sur Isidore Odorico, avec Capucine Lemaitre et Daniel Enocq, réalisé par Emmanuelle Roblin, 22/01/2016.
- À Rennes, l'audace de la mosaïque, Invitation au voyage (08/05/2023), documentaire disponible du 8 mai 2023 au 8 mai 2025 sur arte.tv, 2023, 14 minutes.